# Šumná (Litvínov)
Šumná (německy Rauschengrund) je osadou města Litvínova v okrese Most v Ústeckém kraji. Leží na svazích Krušných hor v nadmořské výšce 392 metrů.

## Název
Původní německý název Rauschengrün je odvozen ze středněhornoněmeckého slova rusche (sítina) ve významu sítinová louka nebo háj. Časem se změnil na Rauschengrund, v němž slovo Grund znamená údolí. V historických pramenech se jméno objevuje ve tvarech: nad Raušngrynem (1570) a Rauschengrund (1787 a 1833).

## Historie
První písemná zmínka s názvem Rauschengrund pochází z roku 1570, ale pravděpodobně se vztahuje k názvu údolí, ve kterém byla vesnice později založena. Do roku 1848 byla vesnice součástí valdštejnského panství Duchcov a poté se stala osadou města Horní Litvínov.
Osada leží na Bílém potoce, na kterém bylo v minulosti postaveno několik mlýnů a hamr, ve kterém byly mj. vyráběny hlavně k puškám. V roce 1829 začal v obci stavět podnikatel Wilhelm Marbach ze Saské Kamenice (Chemnitz) textilní továrnu, kde stroje pohánělo vodní kolo. Výroba zde byla zahájena 31. července 1831 Po vstupu společníka do firmy Konrada Rieckena nesla firma název Marbach-Riecken. Rodina Rieckenů se zasloužila o zdejší kulturní život. Konradovi synové byli hudebně nadaní a Heinrich Riecken založil dokonce v Horním Litvínově hudební spolek Mozartův orchestr. V závěru 19. století firmu vedl Wilhelm Riecken (1839–1909), který působil i jako poslanec Českého zemského sněmu. Okolo roku 1909 se uvádí, že podnik měl cca tisíc zaměstnanců.

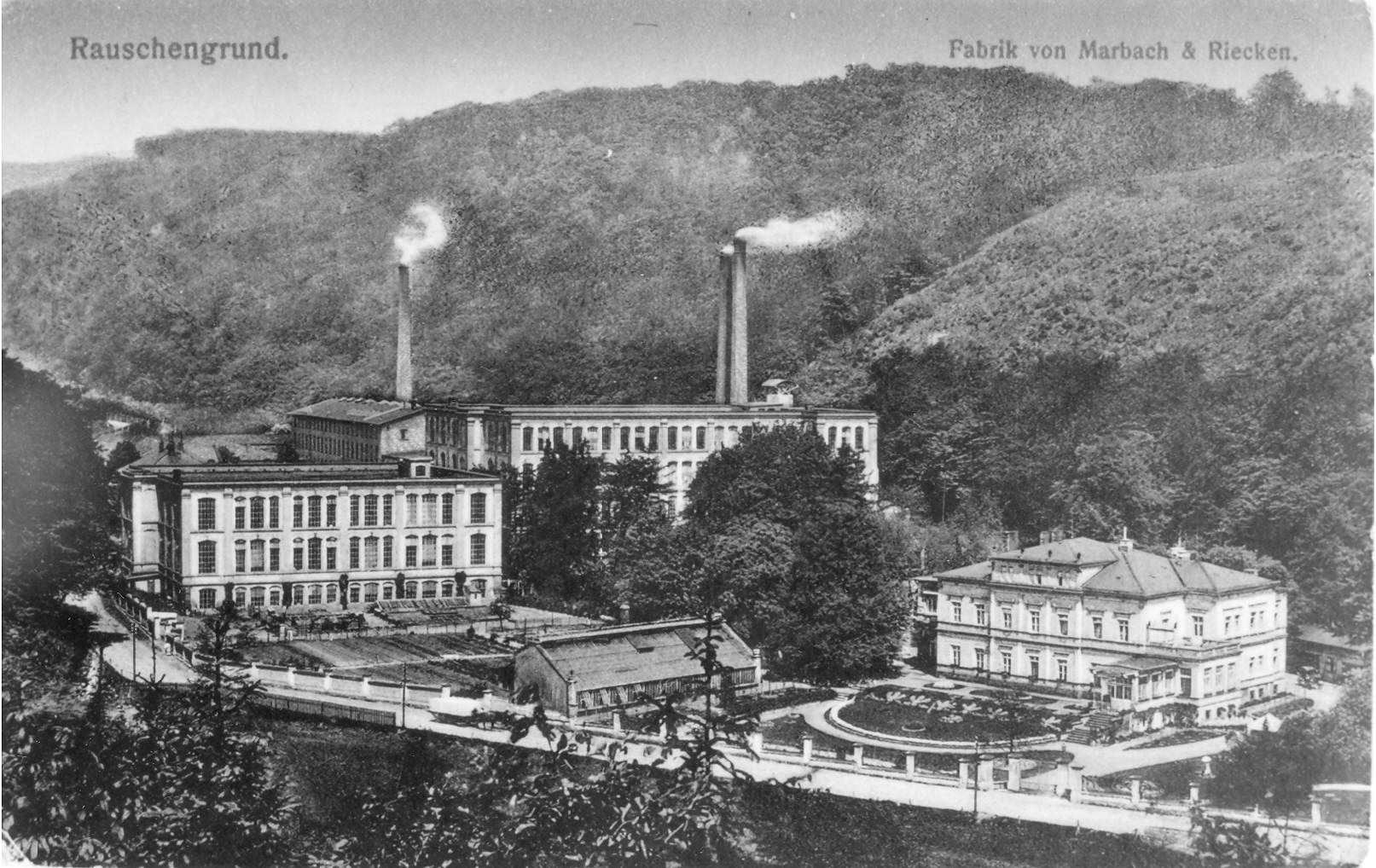
Továrna firmy Marbach a Riecken

Osada Šumná i nedaleké osady Horní Ves a Písečná byly jen malé a teprve rozmachem průmyslu nabyla Šumná na významu. V roce 1908 si obyvatelé osady Šumná podali žádost o osamostatnění, ale až roku 1916 byla žádost vyřízena a Šumná (tehdy pod názvem Rauschengrund) se stala samostatnou obcí s osadami Horní Ves a Písečná (tehdy Sandl). Zdejší obyvatelstvo bylo německé a většina obyvatel byla zaměstnána u firmy Marbach-Riecken a na blízkých pilách. V letech 1938 až 1945 bylo území obce v důsledku uzavření Mnichovské dohody přičleněno k nacistickému Německu. Za druhé světové války zdejší dělníci narukovali do armády a nahradili je totálně nasazení. Celkem bylo v Šumné v letech 1942–1945 nasazeno 287 cizinců různých národností.
Po skončení druhé světové války se v Šumné ustavil místní národní výbor. Po vysídlení německého obyvatelstva poklesl počet obyvatel, neboť Čechů zde tradičně žilo o mnoho méně než Němců. Obec dokonce neměla ani vlastní český název. Až do roku 1947 se nazývala Rauschengrund nebo počeštěle Raušengrund. Samostatnost obce skončila v roce 1949, kdy byla i s oběma osadami připojena k nově vzniklému městu Litvínov jako jeho část Litvínov V.

## Obyvatelstvo
Při sčítání lidu v roce 1921 ve vsi žilo 347 obyvatel (z toho 173 mužů), z nichž bylo deset Čechoslováků, 316 Němců a 21 cizinců. Až na dvacet evangelíků a čtyři lidi bez vyznání se hlásili k římskokatolické církvi. Podle sčítání lidu z roku 1930 měla vesnice 337 obyvatel: dva Čechoslováky, 332 Němců a tři cizince. Převažovali římští katolíci, ale ve vsi žilo také dvanáct evangelíků a dva lidé bez vyznání.
|                                                                         | 1869 | 1880 | 1890 | 1900 | 1910 | 1921 | 1930 | 1950 | 1961 | 1970 | 1980 | 1991 | 2001 | 2011 |
| ----------------------------------------------------------------------- | ---- | ---- | ---- | ---- | ---- | ---- | ---- | ---- | ---- | ---- | ---- | ---- | ---- | ---- |
| Obyvatelé                                                               | 209  | 248  | 287  | 370  | 371  | 347  | 337  | 241  | 355  | 273  | 91   | 96   | 75   | 214  |
| Domy                                                                    | 25   | 26   | 26   | 32   | 33   | 37   | 37   | 36   | .    | 32   | 23   | 28   | 34   | 35   |
| Počet domů z roku 1961 je zahrnut v domech místní části Horní Litvínov. |      |      |      |      |      |      |      |      |      |      |      |      |      |      |